# Celso Amorim

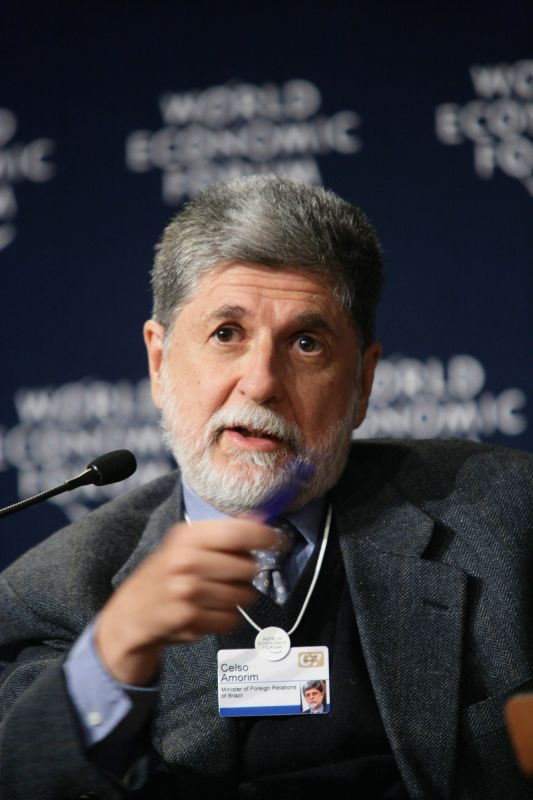
Celso Amorim, 2007

Celso Luís Nunes Amorim (* 3. Juni 1942 in Santos, São Paulo) ist ein brasilianischer Diplomat, Politiker und ehemaliger Verteidigungsminister.
Amorim war zwischen 1993 und 1995 Außenminister seines Landes unter der Regierung von Präsident Itamar Franco. Von 1998 bis 2003 war er Botschafter bei den Vereinten Nationen und zuletzt unter der Regierung von Lula da Silva in London. Unter Lula da Silva wurde er vom 1. Januar 2003 bis 31. Dezember 2011 erneut zum Außenminister berufen.
In seiner Zeit in Genf war Amorin auch Ständiger Vertreter Brasiliens bei der Welthandelsorganisation. Er übte im Jahr 2001 auch das Amt des Vorsitzenden des Rates für den Handel mit Dienstleistungen aus.
Nachdem Nelson Jobim als Verteidigungsminister Anfang August 2011 zurückgetreten war, übernahm Amorim vom 4. August 2011 bis 1. Januar 2015 dieses Amt im Kabinett von Dilma Rousseff. Sein Nachfolger als Verteidigungsminister wurde Jaques Wagner.
Sein Sohn ist der 1966 in Wien geborene mehrfach preisgekrönte brasilianische Filmregisseur, Drehbuchautor und Filmproduzent Vicente Amorim.

## Werke
- Teerã, Ramalá e Doha: Memórias da política externa ativa e altiva. Benvirá, São Paulo 2015.